# Олейник, Владимир Николаевич
Влади́мир Никола́евич Оле́йник (укр. Володи́мир Микола́йович Олі́йник; род. 16 апреля 1957, Бузовка, Черкасская область) — украинский политик и управленец, заслуженный юрист Украины (2010). Народный депутат Украины V, VI и VII созывов. Соавтор законов 16 января.

## Биография
Родился 16 апреля 1957 в селе Бузовка Жашковского района Черкасской области в многодетной семье. Воспитывался в консервативном христианстве. Хотя родители Владимира Николаевича принадлежали к церкви евангельских христиан-баптистов, сам он не разделял их убеждений, вступил в комсомол, затем в партию.

### Карьера
По окончании средней школы работал слесарем на автопредприятии. В 1975—1977 годах служил в Советской Армии, после чего работал шофёром на автопредприятии. В 1981 году закончил Харьковский юридический институт, затем работал в Приднепровском районном суде Черкасс. В 1982—1987 годах был народным судьёй Приднепровского района Черкасс, с 1985 года — председатель суда. В 1987—1988 годах занимал пост заведующего отделом административных и финансово-торговых органов Черкасского горкома КПУ. В 1988—90 годах инструктор государственно-правового отдела при Черкасском обкоме КПУ. В 1991 году также закончил Одесскую высшую партийную школу (ныне — Одесский региональный институт государственного управления Национальной академии государственного управления при Президенте Украины) по специальности политология.
В 1990—1994 годах работал заместителем председателя горисполкома Черкасс. С 1994 по 2002 год — городской голова Черкасс. В 1998—1999 годах — президент Ассоциации городов Украины. В октябре 2009 — марте 2010 года работал генеральным директором АО «Информационное агентство „Экспрессинформ“».

### Политическая карьера
По предложению городского головы Кировограда в 1999 году был выдвинут кандидатом на выборах президента Украины. 24 августа в Каневе подписал соглашение с тремя другими кандидатами в президенты — Александром Морозом, Александром Ткаченко и Евгением Марчуком. Таким образом образовалась так называемая «Каневская четвёрка», целью которой было выдвинуть единого кандидата в противовес действующему президенту Леониду Кучме. 13 октября того же года Олейник и Ткаченко заявили о готовности поддержать кандидатуру Мороза, но из-за позиции Марчука соглашение было расторгнуто. Тем не менее, 27 октября Владимир Олейник снял свою кандидатуру, поддержав Евгения Марчука.
Во втором туре голосования Олейник призвал избирателей поддержать кандидатуру лидера коммунистов Петра Симоненко, заявив, что «Лучше покраснеть за Симоненка, чем посинеть с Кучмой».
В 2000—2005 годах — член Украинской народной (затем — республиканской) партии «Собор» (УРП «Собор»), заместитель главы УРП «Собор» (с 2001). На президентских выборах 2004 года руководил львовским штабом Виктора Ющенко.

### Народный депутат Украины (2006—2014)
Народный депутат Верховной рады V созыва с 2006 года от Блока Юлии Тимошенко, № 30 в избирательном списке. Заместитель председателя Комитета ВР по вопросам промышленной и регуляторной политики и предпринимательства.
С марта 2010 года — народный депутат Украины VI созыва от Партии регионов (№ 185), первый заместитель председателя парламентского Комитета по вопросам законодательного обеспечения правоохранительной деятельности.
Я не могу считать, например, все те законы, которые соответствуют европейским стандартами, драконовскими. Например, в Европе существует уголовная ответственность за клевету. А у нас нет. Почему? Или, например, мы предлагали сим-карты продавать по паспортам. Эта власть уже внесла такое предложение по европейским стандартам, причем хочет ещё и идентифицировать те, которые проданы. Для чего? Чтобы бороться с преступностью, с терроризмом. Наш закон был более либеральный, он не имел обратной силы.
Вместе с Вадимом Колесниченко выступил соавтором закона «О внесении изменений в Закон Украины „О судоустройстве и статусе судей“ и процессуальных законов о дополнительных мерах защиты безопасности граждан». Данные правовые акты в определённой степени заимствовали нормы зарубежного законодательства. Они устанавливали уголовную ответственность за клевету, запрещали распространение экстремистских материалов, ужесточали регулирование деятельности общественных организаций, разрешали закрывать сайты без решения суда, обязывали регистрировать интернет-СМИ, запрещали незаконные сбор, хранение, использование, уничтожение, распространение конфиденциальной информации о правоохранителях, судьях и их родственниках, разрешали президенту и Верховной раде досрочно прекращать полномочия членов Государственного комитета по вопросам телевидения и радиовещания.
Этот проект вместе с 10 другими законами и одним положением был принят Верховной радой 16 января 2014 года силами депутатов из фракций Партии регионов и КПУ поднятием рук и без обсуждения. Это вызвало критику оппозиции, заявившей, что эти законы «уничтожают свободу слова и нарушают Конституцию» и называвшей эти законы «диктаторскими».
Принятие этих законов спровоцировало столкновения митингующих и правоохранителей в Киеве и по всей Украине. 28 января 2014 года за отмену пакета этих законов проголосовал 361 из 412 народных депутатов, зарегистрированных в сессионном зале, не голосовала только фракция КПУ.

### В России
Согласно данным программы «ТСН», после 2014 года живёт и работает в Москве.
3 августа 2015 года был назван потенциальным кандидатом в президенты Украины от «Комитета спасения Украины», инициатором создания которого являлся совместно с бывшим премьер-министром Украины Николаем Азаровым.
20 августа 2015 года Министерство иностранных дел Украины аннулировало дипломатический паспорт Владимира Олейника. Согласно сообщению МИДа, он лишился паспорта, так как «…утратил основания для пользования дипломатическим паспортом и не вернул в МИД паспортный документ в предусмотренным законодательством срок».
В марте 2024 года вновь заявил о возможности создания на Украине «правительства национального единства» с целью смещения президента Украины Владимира Зеленского.

## Санкции
20 января 2022 года Олейник попал в санкционный список США за «содействие России в дестабилизации Украины» введённый против лиц которые «действуют по указаниям российской ФСБ и поддерживают управляемые из России операции влияния». По данным США, в 2021 году, по указанию ФСБ, Олейник занимался сбором информации о критической инфраструктуре Украины, отмечая при этом что Олейник разделяет антизападные взгляды России.
24 февраля 2022 года, Олейник включён в санкционный список Канады «украинских агентов дезинформации»  за «создание условий и поддержку неспровоцированного и неоправданного вторжения России в Украину».
По аналогичным основаниям находится под санкциями Новой Зеландии.

## Награды
- Заслуженный юрист Украины (2010)[14]